# Bill Nicholson
|  | «Bill Nicholson» redirigeix aquí. Vegeu-ne altres significats a «Bill Nicholson (desambiguació)». |

William Edward Nicholson OBE (26 de gener de 1919 - 23 d'octubre de 2004) fou un futbolista anglès de la dècada de 1940 i entrenador.
Fou internacional amb la selecció d'Anglaterra amb la qual participà en la Copa del Món de futbol de 1950. Passà gairebé la totalitat de la seva carrera al Tottenham Hotspur FC, del qual també en fou entrenador. És considerat una de les majors figures històriques del club.

## Palmarès

### Jugador
Tottenham Hotspur
- Football League Second Division: 1949-50
- Football League First Division: 1950-51]
- FA Charity Shield: 1951

### Entrenador
Tottenham Hotspur
- Football League First Division: 1960-61
- FA Cup: 1960-61, 1961-62, 1966-67
- Football League Cup: 1970-71, 1972-73
- FA Charity Shield: 1961, 1962, 1967 (compartit)
- Copa de la UEFA: 1971-72
- Recopa d'Europa de futbol: 1962-63

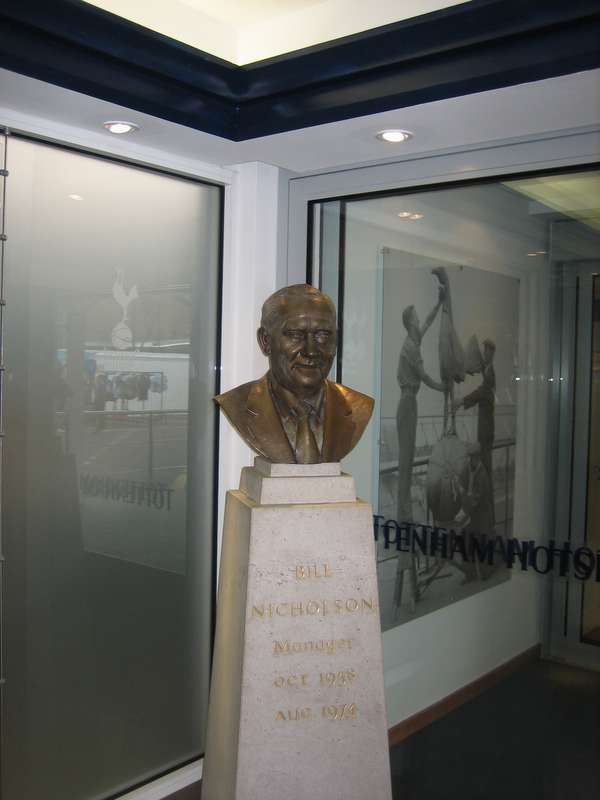
Escultura de Nicholson a White Hart Lane

.